# Abd al Wahid Pallavicini
Abd al Wahid Pallavicini, né Felice Pallavicini en 1926 à Milan (Italie) et mort le 12 novembre 2017 dans la même ville, est une figure du soufisme en Europe.
Il est le fondateur en France de l’Institut des hautes études islamiques (IHEI) à Lyon, de la communauté religieuse islamique italienne (COREIS) et de l'Académie d'études interreligieuses (Accademia ISA).

## Biographie
Descendant d’une noble famille lombarde (la famille Pallavicino), Abd al Wahid Pallavicini est né à Milan en 1926. Après des études de médecine, sa quête spirituelle l’amène à se convertir à l’islam en 1951 grâce aux enseignements de Titus Burckhardt.
Après un voyage à Singapour où il reçoit l'autorisation de conduire une branche autonome de la confrérie Ahmadiyyah Idrisiyyah Shadhiliyyah — d’inspiration guénonienne — en Europe, Abd al Wahid Pallavicini, honoré du titre de cheikh (professeur) fonde dans les années 1980 en Italie et en France une communauté de musulmans rattachée au soufisme traditionnel.
Très investi dans le dialogue interreligieux, il est choisi pour représenter « l’islam italien » lors de la première rencontre interreligieuse pour la paix organisée à Assise en 1986 par le pape Jean-Paul II.
Durant la 10e conférence internationale de théologie tenue en 2003, il avance que son statut musulman mais non-arabe est une passerelle pour lier les trois grandes religions liées à Jérusalem.
Son fils Yahya Sergio Yahe Pallavicini, imam de la mosquée al-Wahid de Milan, fait partie des 138 représentants musulmans ayant adressé une lettre au Vatican en 2007 appelant à un nouveau dialogue sur la cohabitation entre les deux religions, pour ensuite s'entretenir avec le pape Benoît XVI en 2008 sur le sujet.

## Publications
- In memoriam René Guénon, Milan, Archè, 1981.
- L’Islam intérieur, Paris, Bertillat, 1995, 2013.
- Allah, le nom de Dieu en Islam, Beyrouth, Al Bouraq, 2017.